# Clubul Sportiv Universitatea Asesoft Ploiești
Il CSU Asesoft Ploiești è una società cestistica avente sede a Ploiești, in Romania. Fondata nel 1998, gioca nel campionato rumeno. Proprietario del club è il giovane Sebastian Ghiţă, uno dei più ricchi uomini rumeni, proprietario del gruppo Asesoft
Disputa le partite interne nella Sala Sporturilor Olimpia, che ha una capacità di 4.000 spettatori.

## Storia
Fondato nel 1998, il club raggiunge la massima serie nel 2002. Il primo campionato in Divizia A vede la squadra raggiungere il quarto posto. Dall'anno successivo si è sempre aggiudicata il titolo. Nel 2005 vince anche la EuroCup Challenge, prima squadra rumena a vincere una competizione internazionale di pallacanestro.

## Palmarès
- Campionato rumeno: 11

2004, 2005, 2006, 2007, 2008, 2009, 2010, 2012, 2013, 2013-2014, 2014-2015
- Coppa di Romania: 6

2004, 2005, 2006, 2007, 2008, 2009
- Supercoppa romena: 1

2014
- FIBA Europe Cup: 1

2004-2005